# Echorouk News
Echorouk News est une chaîne de télévision d'information privée algérienne basée à Alger, qui appartient au journal du même nom. C'est la troisième chaîne algérienne avec une audimétrie de 5,78 %.

## Historique

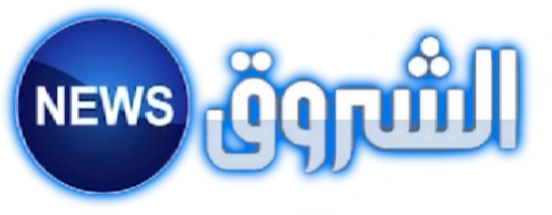
Ancien logo

Le 2 décembre 2016 est lancée la version HD d'Echorouk News. Il s'agit d'un simulcast de la chaîne en haute définition diffusé via Nilesat. Connaissant plusieurs perturbations et fautes techniques durant la période de transition, la chaîne devient ainsi la troisième en Algérie, après Echorouk TV et A3, à diffuser dans ce mode.
Le 2 mai 2025, la chaîne est suspendue pour 10 jours par l'Autorité nationale indépendante de régulation de l'audiovisuel (ANIRA) en raison de la « diffusion d’un terme jugé ouvertement raciste visant des migrants africains en situation irrégulière ».

## Organisation

### Dirigeants
President-directeur général
Ali Fodil, jusqu'au 24 octobre 2019, date de sa mort.
Directeur commercial et de marketing
Samir Boudjadja

### Journaliste
- Khaled Drareni (2014-2019)

## Programmes
- Le journal (en arabe: الأخبار)
- Le journal Sports (en arabe: أخبار الرياضة)
- Le journal économique (en arabe: أخبار الاقتصاد)
- ici Algérie (en arabe: هنا الجزائر)
- heures international (en arabe: الساعة الدولية)
- (en arabe: الشروق تحقق)
- le chaînon manquant (en arabe: الحلقة المفقودة)
- studio Foot (en arabe: ستوديو فوت)
- Passe dans le monde (en arabe: يحدث في العالم)
- Place au débat[3]

## Journalistes, passés ou présents
- Reda Rachid Allalouche
- Khaled Drareni
- Rym Amari
- Samira BOUABDELLAH